# Severino Taddei
Severino Taddei (Reggio nell'Emilia, 14 aprile 1897 – Reggio nell'Emilia, 2 maggio 1956) è stato un calciatore, allenatore di calcio e dirigente sportivo italiano.

## Carriera

### Giocatore
Discendente di un'illustre famiglia reggiana, il bisnonno Rainero era caduto nella battaglia di Custoza nel 1866, Severino Taddei iniziò a muovere i primi passi da calciatore nelle file del Reggio nel 1914. Nel 1916 fu richiamato alle armi ed inquadrato nel genio. Prestando il servizio militare nei pressi Torino, continuò a giocare a calcio vestendo per qualche incontro non ufficiale la casacca granata del Toro. Rientrato nella sua città natale contribuì in maniera fondamentale alla riorganizzazione del disastrato calcio reggiano, fermo ormai da due anni a causa degli eventi bellici. Nel febbraio 1919 divenne allenatore-giocatore della sezione calcistica dell'U.S. Edera e, nel giugno successivo, ricostituì il vecchio Reggio sotto il nuovo nome di Reggio Football & Kricket Club. Il 25 settembre 1919, con il campionato Promozione 1919-1920 ormai alle porte, Taddei e i dirigenti dell'altra società reggiana, l'Audax, s'incontrarono per dare vita ad una nuova società in grado di sostenere, sia dal punto finanziario che da quello sportivo, il peso dell'imminente torneo. Dall'unione di Reggio F.K.C. e Audax nacque così l'Associazione Reggiana del calcio.

### Allenatore
Fu uno dei fondatori della Reggiana, che nacque il 25 settembre 1919 dalla fusione di Reggio Foot-Ball & Cricket Club e Audace Reggio. Fu anche il primo allenatore della neonata squadra, che nella stagione 1919-1920 guidò al terzo posto in classifica nel campionato emiliano di Promozione, la seconda serie dell'epoca. In seguito al risultato ottenuto la squadra emiliana fu ammessa d'ufficio al campionato di Prima Categoria, la massima serie dell'epoca. Taddei allenò i granata anche nella stagione 1924-1925 in Prima Divisione (la massima serie dell'epoca) e successivamente nella stagione 1929-1930, chiusa al sedicesimo posto in classifica nel nascente campionato di Serie B.

### Dirigente e arbitro
Oltre all'attività di calciatore ed allenatore per un periodo fece anche l'arbitro; successivamente ha lavorato come dirigente della Reggiana.

## Omaggi
Il comune di Reggio Emilia ha intitolato a Taddei una delle strade che conducono al Mapei Stadium - Città del Tricolore. Nel settembre 2020 è stata inaugurata una statua bronzea a grandezza naturale raffigurante Severino Taddei davanti allo stadio Città del Tricolore, finanziata dai tifosi.